# Людвиг, Ирене

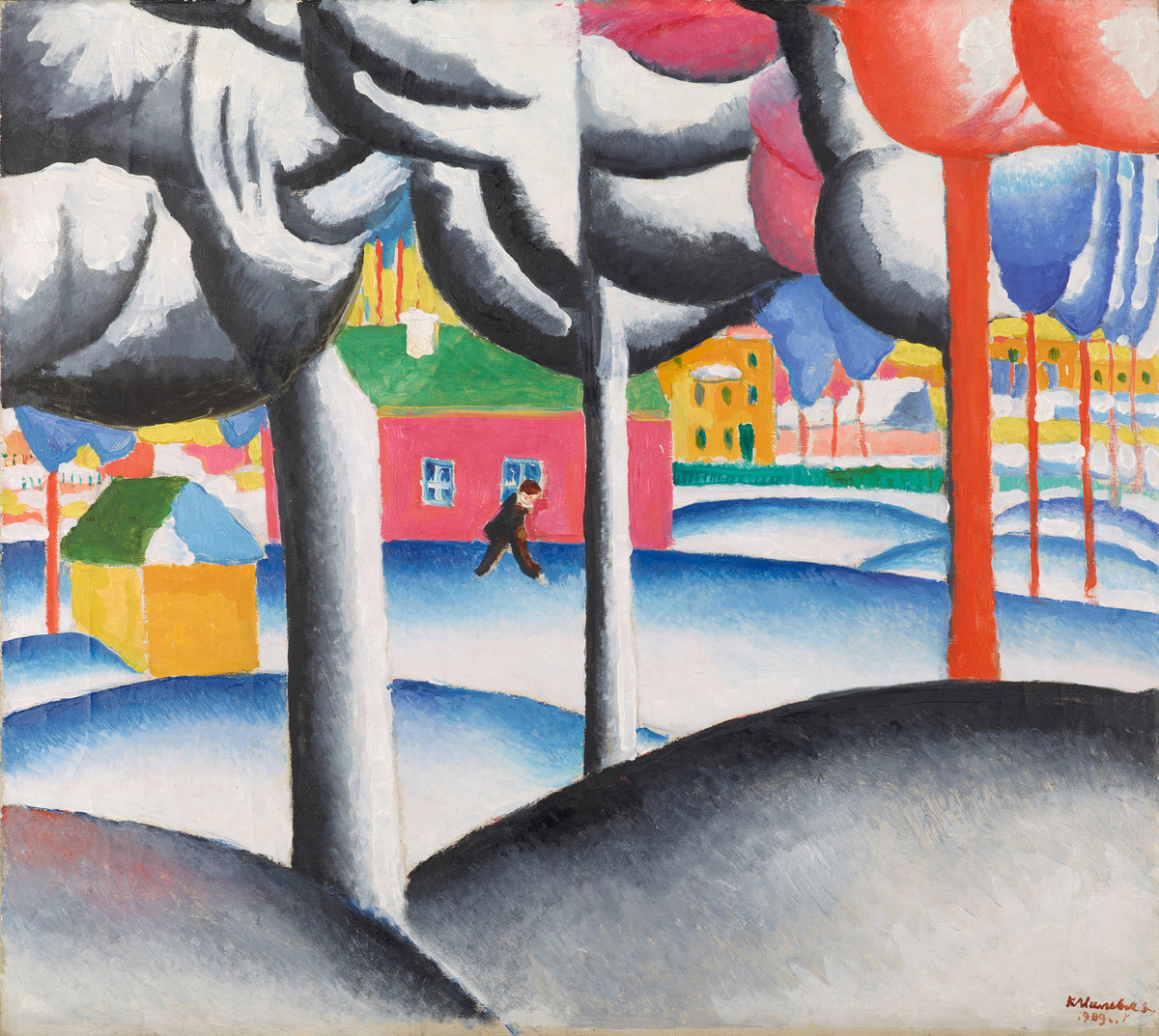
Зимний пейзаж. Художник К.Малевич

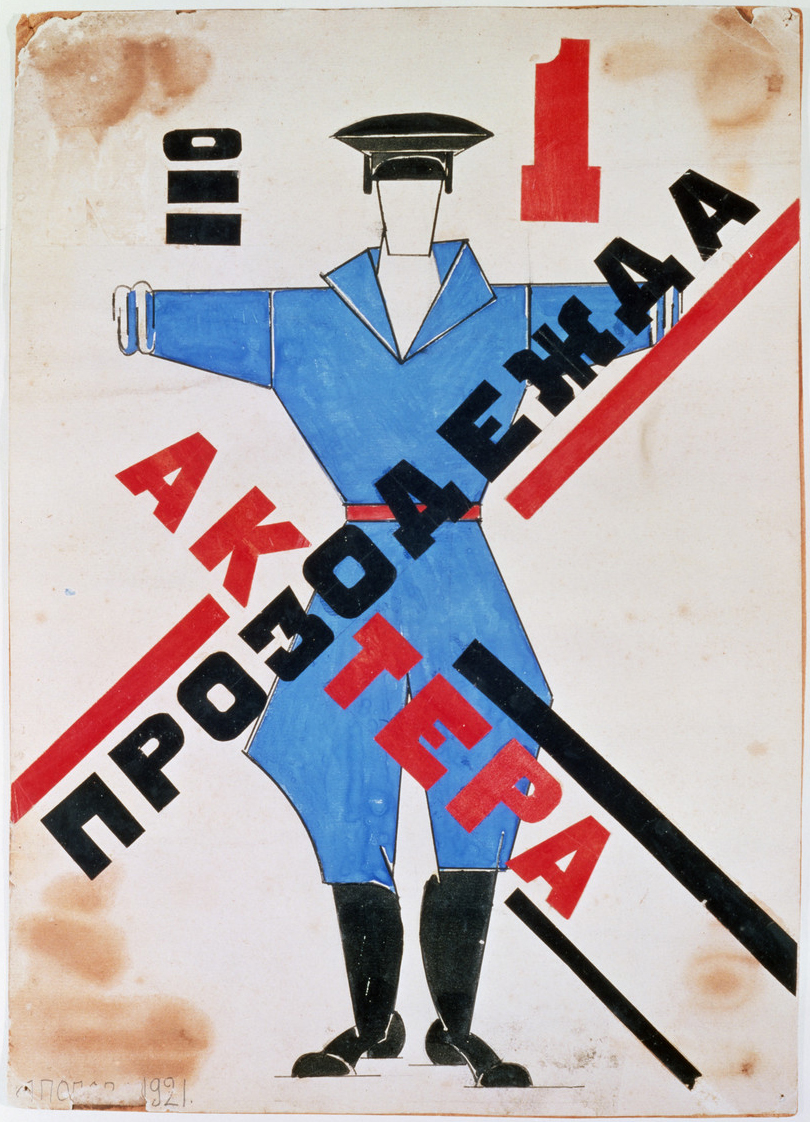
Прозодежда актёра. Художник Любовь Попова

Ирене Мария Тереза Людвиг (нем. Irene Ludwig) (17 июня 1927, Ахен, Ахен — 28 ноября 2010, Ахен, Северный Рейн-Вестфалия) — немецкий историк искусства, коллекционер произведений искусства и меценат. Супруга известного предпринимателя-мецената Петера Людвига, их именем названы музеи в Кёльне и Кобленце, институт искусств в Оберхаузене и музей Людвига в Русском музее и др.

## Биография
Ирене Монхейм родилась в Аахене в 1927 году. Она была дочерью аахенского предпринимателя Франца Монхейма и его жены Ольги Эллы и правнучкой Леонарда Монхейма, основавшего шоколадную фабрику Трумпф (Trumpf). В 1946 году она окончила среднюю школу в Аахене и в 1947 году начала изучать историю искусства, археологию и историю в Университете Йоханнеса Гутенберга в Майнце. Ещё в период учёбы Ирене начала собирать произведения искусства и культурные ценности. В 1951 году она вышла замуж за историка искусства Питера Людвига, который затем стал сотрудником компании Трумпф.
Ирене и Петер занимались коллекционерской деятельностью более 40 лет. Супруги Людвиг работали вместе с несколькими музеями в Кёльне и Аахене, спонсировали художников и поддерживали музеи по всему миру. Они сделали свои коллекции доступными для публики, кроме того, Ирене Людвиг заботилась о них с научной точки зрения. В середине 1960-х они начали собирать коллекцию современного искусства, которая пополнялась за счёт работ художников из Германии, Западной Европы и США. Позже она была расширена за счёт работ мастеров из Центральной и Восточной Европы. Часть собранных картин супруги подарили музеям Германии, восточноевропейских стран и Русскому музею (коллекция выставлена в Санкт-Петербургском филиале в Мраморном дворце). Алтарь эпохи Возрождения ими был подарен приходу старой церкви местечка Санкт-Альдегунд.
В 1996 году Петер Людвиг скончался, оставив огромную коллекцию произведений искусства. Его супруга Ирене продолжила присматривать за обширной коллекцией. Она основала Фонд Питера и Ирене Людвиг, который возник на основе созданного ими Фонда Людвига (правильнее было бы «Фонд Людвигов», то есть четы Людвиг) в области искусства и международного взаимопонимания.
В 1994 году супруги Людвиг передали 90 работ Пикассо, принадлежавших им, городу Кёльну. 31 октября 2001 года по случаю открытия Кёльнского музея Людвига (Museum Ludwig) Ирене передала этому музею еще 774 работы Пикассо. Музей Людвига в Кёльне теперь имеет третью по величине коллекцию Пикассо в мире после Барселоны и Парижа.
По случаю её 80-летия министр-президент земли Северный Рейн-Вестфалия Юрген Рюттгерс поблагодарил Ирене Людвиг и ее покойного мужа и назвал их «самой важной парой коллекционеров произведений искусства в Германии».
Умерла 28 ноября 2010 года после короткой тяжелой болезни в своем родном городе Аахене. Ее похоронили рядом с мужем в склепе, построенном для пары под алтарем эпохи Возрождения в старой церкви Санкт-Альдегунда.

## Награды
1977: Золотое почётное кольцо города Аахен
1978: Присуждение звания профессора Федеральным президентом Австрии.
1983: Крест за заслуги 1-й степени Федеративной Республики Германия.
1990: Орден за заслуги перед государством Северный Рейн-Вестфалия
1992: Большой крест за заслуги перед Федеративной Республикой Германия
1993: Почётный член Российской Академии Художеств.
1994: Почётный гражданин города Ахен.
1995: Объявлена рыцарем Почётного легиона
1995: Почётный гражданин города Кёльн (первая женщина — почётный гражданин Кёльна)
1996: Большая Золотая почётная медаль со звездой за заслуги перед Австрийской Республикой
1998: Большой крест за заслуги перед со звездой ордена за заслуги перед Федеративной Республикой Германия.
2000: Медаль Ябаха города Кёльна
2007: Большой крест за заслуги со звездой и плечевой лентой ордена за заслуги перед Федеративной Республикой Германия.
2007: Почётное кольцо города Оберхаузен
Почётные докторские степени
1985: Софийская художественная академия
1987: Университет Этвёша Лоранда, Будапешт
1993: Гаванский университет, Куба
1999: Вермонтский университет, Берлингтон, США.